# Sprite (ital)
A Sprite (ejtsd: szprájt) annak a színtelen citrom és lime ízű üdítőitalnak a márkaneve, amelyet az amerikai The Coca-Cola Company gyárt 1961 óta. A márka a Coca-Cola válasza az ősi rivális PepsiCo 7 Up üdítőitalára. Különlegességként megemlítendő, hogy már 1959-ben jelen voltak, „Fanta Klare Zitrone” néven, ezt az italt a németek fejlesztették ki, nevéhez híven a Fanta alapján. 1961-ben vette át a Coca-Cola az irányítást. Az évek alatt több variációja is készült, az egyetlen, amely máig elérhető, a cukormentes Sprite Zero.

## Magyarországon kapható ízek
A Sprite hivatalos webhelye szerint a következő változatok kaphatók:
- Sprite
  - PET palack: 500 ml, 1 liter, 1,75 liter, 2 liter, 2,25 liter
  - Alumínium doboz: 330 ml
- Sprite Zero
  - PET palack: 500 ml, 1 liter, 1,75 liter